# 장 피아제

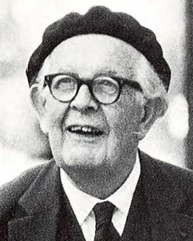
장 피아제

장 피아제(Jean Piaget, 1896년 8월 9일 ~ 1980년 9월 16일)는 스위스의 철학자, 자연과학자이며 발달심리학자이다. 어린이의 학습에 대한 연구인 인지발달이론과 자신의 인식론적 관점인 "발생적 인식론"으로 잘 알려져 있다. 1955년 제네바에 발생적 인식론 국제 센터를 창립했고, 1980년까지 지도적 위치를 맡았다. 에른스트 폰 글라저스펠트(Ernst von Glasersfeld)는 피아제는 "구성주의 인식론의 위대한 선구자"라고 했다.

## 생애
피아제는 1896년 스위스의 프랑스어 사용 지역인 뇌샤텔(Neuchâtel)에서 태어났으며, 1980년 사망했다. 그의 아버지인 아르투어 피아제(Arthur Piaget)는 뇌샤텔 대학교의 중세 문학 교수였다. 피아제는 생물학과 자연 세계에 깊은 관심을 가진 조숙한 아이로 특히 연체동물에 관심을 가졌으며, 고등학교를 졸업하기 전에 몇 가지 논문들을 출판하기도 했다. 사실 그의 과학적 연구의 오랜 경력은 10살 때부터 시작되었는데, 1907년에 알비노 참새에 대한 소논문을 썼었다. 전 생애에 걸쳐 피아제는 60권이 넘는 책들과 몇백개의 글을 썼다.
피아제는 뇌샤텔 대학교에서 자연과학 박사 학위를 받은 이후, 취리히 대학교에서 잠깐 공부했다. 이 시기에 그는 당시에 대한 그의 생각의 방향을 보여주는 두 개의 철학 논문을 출판했으나, 나중에 미숙한 저작이라며 스스로 깎아내렸다. 심리학적인 생각의 갈등이 이 시기에 싹트게 되면서 그의 정신분석학에 대한 관심 역시 이 시기에 나타났다.
이후 피아제는 스위스에서 프랑스 파리로 이주하여 비네 지능 검사를 만든 알프레드 비네(Alfred Binet)가 운영한 Grange-Aux-Belles가의 남학교에서 아이들을 가르쳤다. 이때 이 지능 검사의 몇가지 실례들을 기록하면서 피아제는 나이어린 어린이들이 특정한 질문에 시종일관하게 틀린 답을 내고 있음에 주목했다. 피아제는 어린이들의 답이 틀렸다는 사실에는 별로 주목하지는 않았지만, 나이 어린 어린이들이 나이 많은 어린이나 어른들이 하지 않는 같은 패턴의 실수를 반복하고 있음을 알아냈다. (결국, 발달 단계의 전체적인 이론을 제안했는데, 이는 각 발달 단계에서 개인은 특정하고 뚜렷하게 나타나는 인식의 공통적인 패턴을 보여준다는 것이었다.) 1921년 피아제는 스위스로 돌아가 제네바에 있는 루소 연구소(Jean-Jacques Rousseau I
1923년 그는 자신의 학생인 발렌틴 샤트네(Valentine Châtenay)와 결혼하여, 3명의 아이를 두었다. 1929년에 장 피아제는 제네바의 국제 교육국(International Bureau of Education)의 국장에 취임하여 1968년까지 국장 지위에 있었다. 매년 "IBE회의"와 "공교육 국제 회의"(International Conference on Public Education)에 연설을 하면서 자신의 교육학적인 신조를 명백히 나타냈다.

## 과학과 철학적 발달

### 인지 발달의 단계
피아제는 원래는 인간이 아닌 동물을 연구했으며, 연체동물학을 연구하는 생물학자였다. 피아제는 1929년에서 1975년까지 제네바 대학교에서 심리학 교수로 재직하면서 인지발달이론을 단계별로 나눈 재정립으로 유명해졌다. 이전의 볼드윈(James Mark Baldwin)의 이론은 (1) 유아기 (2) 미취학기 (3) 아동기 (4) 사춘기로 대략적으로 대응하는 4가지 단계였다. 각 단계는 어린이의 모든 사고에 영향을 주는 일반적인 인식 구조로 그 성격이 나타난다. (철학자 이마누엘 칸트에게서 영향을 받은 구조주의적 관점) 각 단계는 각 시기의 아동의 현실에 대한 이해로 대표되나, 마지막 단계는 현실에 대한 부정확한 접근이 된다. 한 단계에서 다음 단계로의 발달은 아동이 주변 환경을 이해함에 있어서의 오류의 축적으로 발생한다. 이 축적은 결국 사고 구조의 재조직을 요구하는 인식상의 불균형에 도달한다.
피아제의 이론에 따르면 네 가지 발달 단계는 다음과 같다.:
1. 감각운동기: 출생 직후~ 2세 (이 시기에는 감각과 운동기술을 이용해 주변 세계를 경험하며 대상의 영속성을 습득한다.)
2. 전조작기: 2세 ~ 7세 (마술적 사고가 우세해진다. 운동 기능을 습득한다.)
3. 구체적 조작기: 7세 ~ 11세 보존개념을 습득한다. 유목포함, 서열화, 분류화를 할 수 있다. 초보적인 연역적 사고가 가능하다.
4. 형식적 조작기: 11세 이후 (추상적 이성적 사고가 발달한다.)

### 발달 과정
피아제는 전체적인 발달 과정에 대해 명확한 설명을 내놓지 않았다. 대체로 말하면 이것은 순환 과정으로 되어있다.
- 아동은 효과적인 행동을 하거나 대상을 조직하게 되고, 아동은 행동의 특성과 그 효과를 알게 된다.
- 일련의 행동등을 통해 (아마 행동에 변화를 주거나 또는 다른 전후 관계 안에서 혹은 다른 종류의 대상이거나 등) 아동은 행동의 원리와 효과를 구별하고 통합할 수 있다. 이것이 반영적 추상화의 과정이다.[2]
- 동시에 아동은 대상에 영향을 주는 여러 가지 방법의 행동을 통해 대상의 특징들을 인식한다. 이 과정을 경험적 추상화라고 한다.
- 폭넓은 대상들과 행동들을 통해 이 과정을 반복하면서, 새로운 수준의 지식과 통찰에 도달하게 된다. 이것이 새로운 인지 단계를 형성하는 과정이다. 이 두가지 과정은 아동이 대상을 다루는 새로운 방법과 대상에 대한 새로운 지식을 구성하게 해준다.
- 한번 아동이 이런 새로운 종류의 지식을 구성하면, 아동은 더욱 복잡한 대상을 만들어내거나 더욱 복잡한 행동을 하기 위해 이 지식을 사용하기 시작한다. 그 결과로, 아동은 더욱 복잡한 도식을 인지하고 더욱 복잡한 대상을 구성하기 시작한다. 모든 아동의 행동과 경험이 더 높은 수준으로 재조직되면 새로운 단계가 시작한다.

그러나 전적으로 단계적인 과정은 아니다. 새로운 단계로 올라가면, 지식과 통찰이 효과적임을 알게 되면서 이 지식과 통찰은 다른 영역으로 빠르게 일반화된다. 그 결과로 각 단계 사이의 과도기는 신속하고 급진적인 경향을 띠며, 정제된 새로운 인식 수준들로 구성되는 이 새로운 단계로 나아가기까지는 일정한 양의 시간이 흐른다. 학습과 경험의 한 단계에서 얻어진 지식이 신속하고 급진적으로 통찰의 새로운 단계로 나아가면 이를 게슈탈트(gestalt)가 나타난 것이라 한다.
이 과정이 변증법적 형태를 취하기 때문에 분화, 축적, 그리고 단순히 경험적으로 정확한 것보다 인지 단계의 과정이 논리적으로 필요한 낡은 것에서 벗어난 새로운 구조의 종합을 통해 새로운 인지 단계에 도달한다. 아동이 이전의 것들의 성취를 받아들이면 각 새로운 단계는 나타나며, 아직 발달의 여지가 있는 지식과 행동의 더욱 복잡한 형태는 여전히 존재한다.
어떻게 대상에 대한 지식과 자신의 행동에 대한 반성을 획득하는가를 다루기 때문에, 피아제의 발달 모형은 이전에는 전혀 설명되지 않은 인간 지식의 여러 특징들을 설명해 준다. 예를 들어, 아동이 점차적으로 이전의 지식들의 영향 위에서 행동하고 그 영향을 반영하면서 대상에 대한 지식을 향상시키면, 아동은 늘어나는 복잡한 구조들에 대한 자기 자신의 지식을 조직하게 된다는 것을 보여준다. 그러므로 어린 아동이 꾸준히 정확하게 여러 종류의 동물들을 인식하게 되면, 이 아동은 '새', '물고기' 등과 같은 여러 상위 집단에 대해 동물의 종류들을 조직할 수 있다. 이제 아동은 새로운 동물이 새라는 사실에 기초하여 새로운 동물에 대한 것들을 알 수 있기 때문에 이 사실은 매우 중요하다.
동시에 자신의 행동에 대한 반성을 통해 아동은 여러 방법으로 적용되는 '규칙'에 대한 복잡한 의식을 더욱 발달시킨다. 피아제는 아동의 '올바름', '타당함', '필요함', '적당함' 등과 같은 개념들에 대한 성장하는 의식을 그 예로 들었다. 달리 말하면, 객관화, 반영, 추상 등의 과정을 통해 아동은 효과적이거나 정확하면서도 "정당화된" 행동의 원리들을 구성한다.
피아제의 가장 유명한 연구들 중 하나에서는 생후 2년 6개월에서 4년 6개월 사이의 어린이의 식별 능력에 대해 순수하게 집중한다. 그는 연구를 시작하면서 다른 나이의 아이들에게 두 줄의 M&M 초콜렛을 주었는데, 한 명은 M&M 초콜릿을 흩뜨린 한줄로 주었고 다른 하나에게는 같은 숫자의 초콜릿을 가깝게 위치한 한줄로 주었다. 그는 아래와 같은 사실을 발견했다. "2년 6개월에서 3년 2개월 된 아이들이 두 열의 대상의 상대적인 숫자를 구별해냈다. 그리고 3년 2개월과 4년 6개월 사이의 아이들은 개수가 적은 더 긴 줄을 초콜렛이 더 "많다고" 생각하고 가리켰다. 4년 6개월 이후의 아이들은 다시 똑바로 구별해냈다." 4세가 될때까지 아동은 수량을 헤아리지 못하는데도, 당초에 이 어린이들이 학습받은 것도 아니고 더 어린 아동들이 어떻게 이처럼 구별해 내는 것이 가능했을까? 그러나 이 결과는 생후 3년 2개월 이전의 어린이는 수량 보존개념을 갖고 있지만, 성장하면서 이 능력을 잃게 되고 생후 4년 6개월이 될때까지 이 능력을 회복하지 못함을 보여준다. 이는 지각 전략에 대한 지나친 의존 때문에 일시적으로 해결 능력이 상실되었기 때문에 생겼을 텐데 이 지각 전략은 긴 줄의 사탕을 사탕이 더 많은 것과 관련시킨다. 아니면 4세 이전에는 반대되는 상황에 대한 이해 능력이 부족하기 때문일 것이다.
이 실험의 마지막에서 여러 성과가 발견되었다. 일단은, 일반적으로 알려진 것보다 더 어린 아동들이 인식 작용에서 논리적 가능성이 존재함을 보여주는 식별 능력을 갖고 있다는 것이다. 어린 아동들이 얼마나 일의 구조가 논리적인지에 의존하는 인식 작용의 특정한 능력들을 갖추고 있다는 것 또한 보여준다. 또한 이 연구는 5세가 되면 아동이 뚜렷한 이해를 발달시킨다는 것을 보여 주었는데, 그 결과로 그 아동은 더 많은 양을 선택하기 위해 M&M을 헤아릴 수 있었다. 마지막으로 이 연구에서 전체적인 수량의 보존개념은 인간이 나면서부터 물려받은 특징이 아니라는 것을 보여준다.

### 발생적 인식론
피아제에 따르면 발생적 인식론 보관됨 2012-03-27 - 웨이백 머신(Genetic epistemology)은 지식(특히 과학적인 지식)을 그 사회적 근원인 역사(특히 역사가 기반한 개념과 작용의 심리적 기원)의 기초 위에서 설명하기 위해 노력한다..
장 피아제는 인식론과 구성주의 인식론으로 특히 유명하다.
최근에는 Jonathan Tsou는 피아제의 후기 인식론의 연구들이 토머스 쿤(Thomas Kuhn)의 과학 혁명 이론의 결점을 보완할 수 있다고 주장했다. 그러나 이 연구는 쿤의 "없어진 원고"의 존재(현재 시카고 대학교에 있다.)가 그 비판에 답하고 있다는 것을 포함한 몇가지 역사적 사실들을 놓치고 있다. 그의 후기 연구들은 유명하나 그것이 함축하고 있는 것들은 상당수가 검증되지 않았다.

## 주요 저서
- La Naissance de l'intelligence chez l'Enfant, Delachaux et Niestlé, 1936.
- La construction du réel chez l'enfant, Paris, Delachaux et Niestlé, 1937.
- Introduction à l'épistémologie génétique. Tome I: La pensée mathématique, Presses universitaires de France, 1950, Paris.
- Introduction à l'épistémologie génétique. Tome II: La pensée physique, Presses universitaires de France, 1950, Paris.
- Introduction à l'épistémologie génétique. Tome III: La pensée biologique, la pensée psychologique et la pensée sociale, Presses universitaires de France, 1950, Paris.
- Études sociologiques, Librairie Droz, 1965, Genève.
- Logique et Connaissance scientifique, Encyclopédie de la Pléiade, 1967.
- Biologie et connaissance, Éditions de la Pléïade, 1967, Paris.
- Psychologie et pédagogie, Gonthiers Denoël, 1969, coll. Médiations, Paris.
- Psychologie et épistémologie, Gonthiers Denoël, 1970, coll. Médiations, Paris.
- Où va l'éducation ?, Gonthiers Denoël, 1972, coll. Médiations, Paris.
- De la pédagogie, Éditions Odile Jacob, 1988, Paris.
- L'épistémologie génétique, Que sais-je ?, PUF. ISBN 2-13-054997-7.
- La psychologie de l'enfant", Jean Piaget et Bärbel Inhelder, 1966, puf
- Le comportement, moteur de l'évolution, Edition du seuil, 1976

## 같이 보기
- 구성주의 인식론
- 발달심리학
- 콜버그의 도덕발달이론
- 에릭슨의 심리사회적 발달이론
- 도덕
- 버러스 프레더릭 스키너
- 노엄 촘스키